# Nora Jean Bruso
Nora Jean Bruso – amerykańska wokalistka bluesowa.

## Życiorys
Nora Jean Bruso pochodzi z Delty Missisipi. Urodziła i wychowała się w Greenwood, w wielodzietnej rodzinie (ma jedenastu braci i cztery siostry) o bogatej tradycji muzycznej. Jej ojciec, Bobby Lee Wallace, był profesjonalnym wokalistą bluesowym, a matka, Ida Lee Wallace - śpiewaczką gospel. Dodatkowo wujek artystki, Henry "Son" Wallace był wokalistą i gitarzystą bluesowym. Już od dzieciństwa pokochała muzykę Howlin’ Wolfa. Również bardzo wcześnie sama zaczęła śpiewać bluesa.
Muzyczną karierą rozpoczęła w 1976 w Chicago, jednak prawdziwy przełom nastąpił w 1985, kiedy gitarzysta Jimmy Dawkins zobaczył jeden z jej występów i zaproponował jej współpracę. W ciągu następnych siedmiu lat Nora Jean Bruso występowała w jego zespole, z którym nagrała również dwie płyty: "Feel the Blues" (JSP, 1985) i "Can't Shake These Blues" (Earwig, 1991). Występowała również w tym czasie na wielu koncertach i festiwalach (m.in. King Biscuit Blues Festival i Chicago Blues Festival) w Europie, Stanach Zjednoczonych i Kanadzie.
W 1991 artystka zaprzestała koncertowania i poświęciła się wychowaniu swoich dwóch synów. Po pięcioletniej przerwie powróciła do śpiewania bluesa, występując jednak tylko lokalnie w klubach muzycznych Chicago. Prawdziwy powrót do muzyki nastąpił w 2001, kiedy perkusista Billy Flynt zaprosił ją do udziału w nagraniu jednego z utworów na jego płycie "Blues and Love" (Easy Baby, 2002). Nagranie to rozpaliło w niej ponownie chęć do śpiewania.
W 2002 nagrała swój debiutancki album "Nora Jean Bruso Sings The Blues" (Red Hurricane Records, 2003). W tym samym roku wystąpiła z grupą Jimmy’ego Dawkinsa na Chicago Blues Festival. Kolejny jej album "Going Back To Mississippi" ukazał się w 2004 nakładem Severn Records.
W 2009 roku artystka była nominowana do prestiżowej nagrody Blues Music Award w kategorii "Artystka Roku Bluesa Tradycyjnego".

## Występy w Polsce
W 2006 Nora Jean Bruso wystąpiła na 26. edycji Rawa Blues Festival. Po raz drugi wystąpiła w Polsce na 30. edycji tego festiwalu, która odbyła się 9 października 2010 w katowickim Spodku.

## Dyskografia
- 2003: Nora Jean Bruso Sings The Blues, Red Hurricane Records
- 2004: Going Back To Mississippi, Severn Records